# Louis Kugelmann

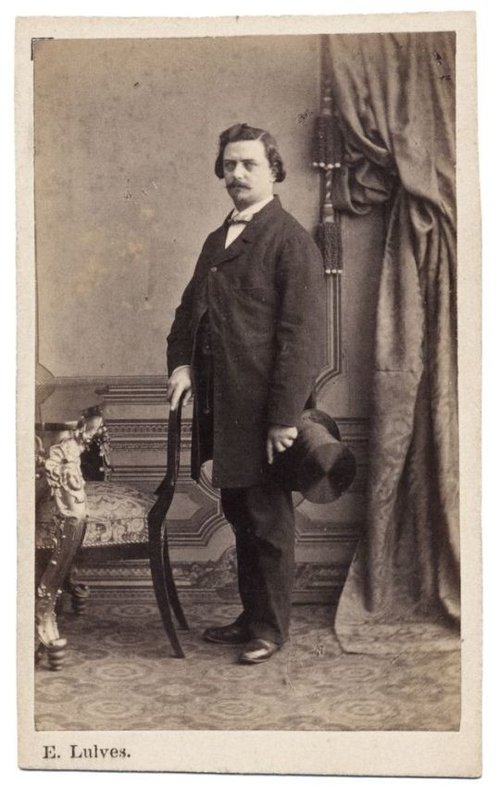
Louis Kugelmann, Carte de Visite von Eugen Lulves (um 1865)

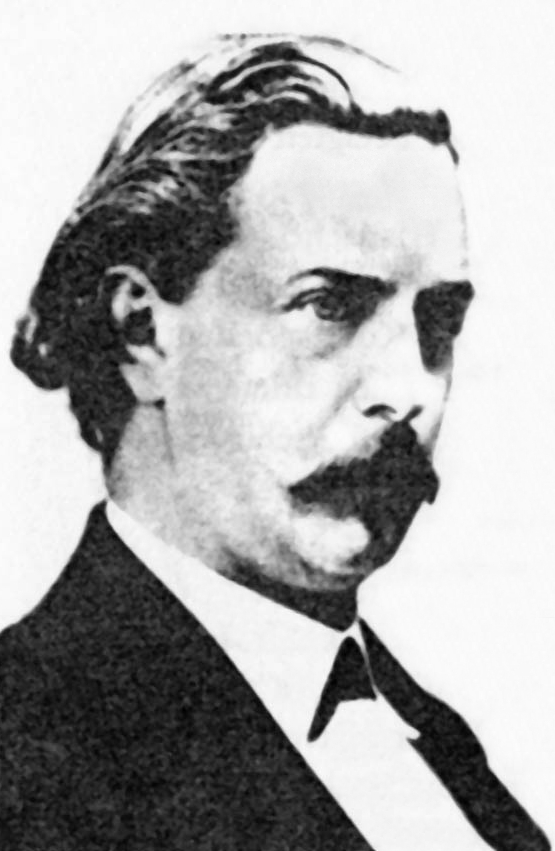
Louis Kugelmann 1868. Fotograf Friedrich Karl Wunder, Hannover

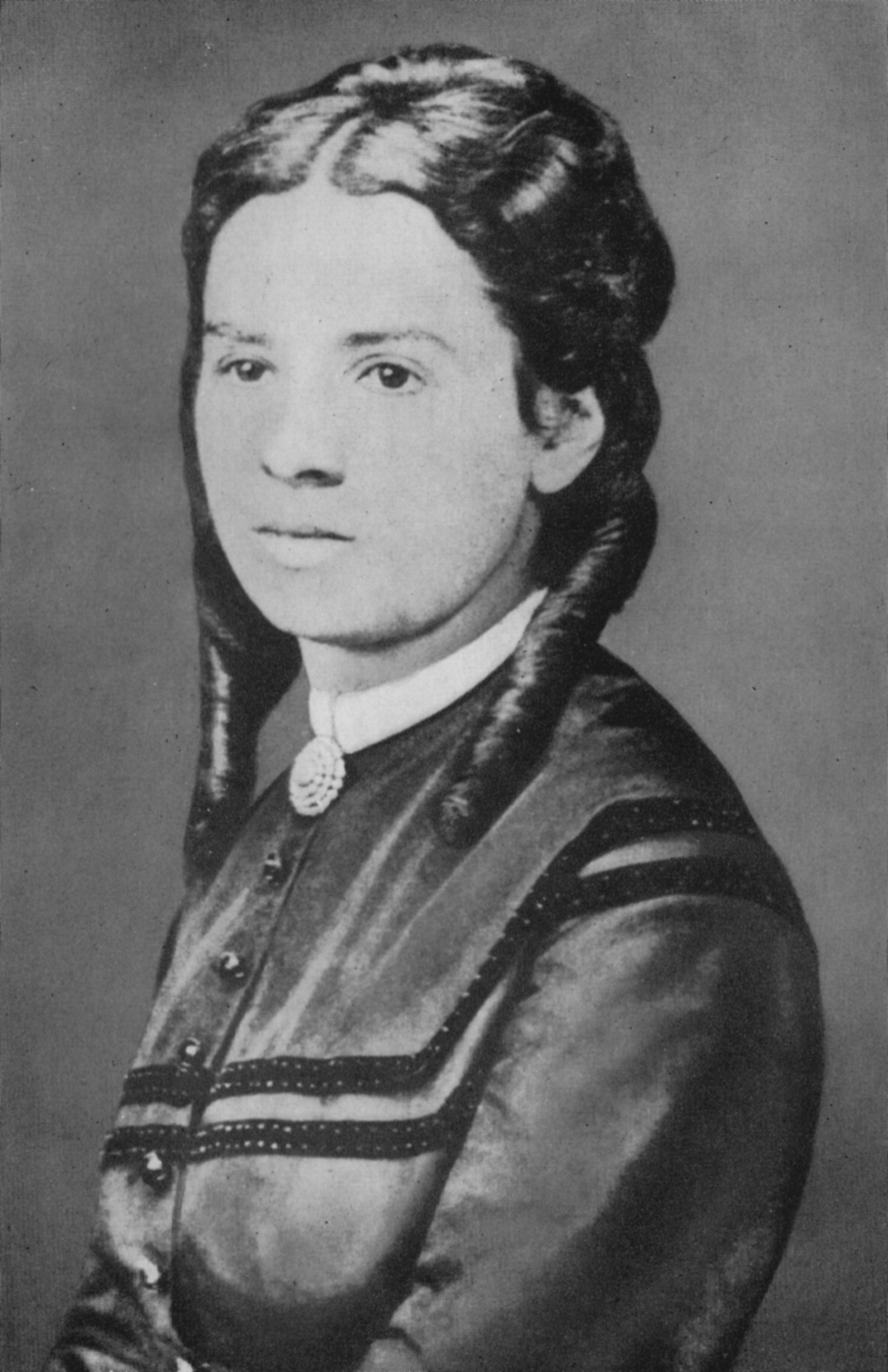
Gertrud Kugelmann, seine Ehefrau. Fotograf Julius Giere, Hannover

Louis Kugelmann (auch: Ludwig Kugelmann; * 19. Februar 1828 in Lemförde; † 9. Januar 1902 in Hannover) war ein deutscher Mediziner (Frauenarzt) und Sozialdemokrat.

## Leben
Louis Kugelmann stammt aus einer jüdischen Familie in Lemförde, er arbeitete seit 1845 als Buchhalter und Korrespondent in Köln und betrieb daneben sein Selbststudium. 1848 beteiligte er sich an der Märzrevolution in Düsseldorf. Kugelmann gehörte dem Düsseldorfer Volksklub an, der seine „Adresse an die demokratischen Vereine Deutschlands“ und sein Programm und die Statuten in der Neuen Rheinischen Zeitung und in der „Zeitung des Arbeiter-Vereines zu Köln“ veröffentlichte.
Am 19. März 1850 erhielt er das Abitur am „paritätischen“ Gymnasium in Lingen. Am 23. April 1850 immatrikulierte er sich an der medizinischen Fakultät  der Rheinischen Friedrich-Wilhelms-Universität in Bonn. Er hörte hier 17 Vorlesungen bei Johannes Overbeck, Karl Gustav Bischof, Julius Plücker, Dietrich Brandis, Franz Hermann Troschel, Friedrich Wilhelm Böcker, Karl Otto Weber, Hermann Schaaffhausen. Julius Budge u. a. Am 8. August 1851 erhielt er sein Abgangszeugnis.
Vom Wintersemester 1851/52 bis Februar 1854 studierte er an der Georg-August-Universität in Göttingen. Sein wichtigster Lehrer war Caspar von Siebold, mit dem er bis an dessen Lebensende freundschaftlich verbunden war. Kugelmann besuchte hier Vorlesungen von Conrad Heinrich Fuchs, Jakob Henle, Rudolf Wagner, Wilhelm Baum, Johann Heinrich Christoph Trefurt, Johann Wilhelm Heinrich Conradi, Karl Friedrich Heinrich Marx, Heinrich Adolf Schrader u. a. Am 25. Februar 1854 verteidigte Kugelmann seine Dissertationsthesen.
In Göttingen schloss er sich dem Bund der Kommunisten an, weswegen er unter politische Beobachtung geriet. Kugelmann war seit 1857 verheiratet mit Gertrud Oppenheim (* 27. Januar 1839 in Bonn; † 1920 in Wiesbaden). Er hatte eine Tochter Franziska Kugelmann  (* 9. Oktober 1858 in Hannover; † 31. August 1939 in Wiesbaden), die ihre Erinnerungen an Marx und seine Familie niederschrieb.
Nach der Promotion 1854 ließ Kugelmann sich in Hannover als Arzt und Gynäkologe nieder. Auf dem Gebiet der Gynäkologie war er durch Erfindungen, Veröffentlichungen und Vorträge innovativ. Seine Tätigkeit als Fabrikarzt bei der mechanischen Weberei in Linden bei Hannover und in anderen Betrieben Hannovers musste er aufgrund des Eingreifens des hannoverschen Generalpolizeidirektors Karl Wermuth (1804-1867), der Kugelmann als „Demokraten“ abstempelte, einstellen.
Eine enge Freundschaft verband die Familie Kugelmann mit Bertha Markheim. 1862–1883 standen er und seine Frau Gertrud im Briefwechsel mit Karl Marx, mit dem sie mehrmals zusammentrafen und der sie auch in Hannover besuchte. Den Wohnsitz inklusive der Praxis Kugelmanns verzeichnete das Adreßbuch der königlichen Haupt- und Residenzstadt Hannover für das Jahr 1867 in der Große Wallstraße 3, I, später in Georgswall umbenannt. 1865 wird Kugelmann als Freimaurermitglied geführt.
Auch Friedrich Engels besuchte Louis Kugelmann Anfang August 1867. Kugelmann setzte sich auch für die Verbreitung von Marx’ Hauptwerk Das Kapital (verlegt bei Otto Meissner in Hamburg 1867) ein. Kugelmann war Mitglied der Ersten Internationale und später der SPD; beim SPD-Parteitag 1899 in Hannover erhielt er hohen Besuch der Parteiführer August Bebel, Karl Liebknecht, Paul Singer und Karl Kautsky. Sein Nachlass wurde 1902 dem Archiv der SPD übergeben. In der Zeitschrift Die Neue Zeit wurde 1902 der größte Teil der Briefe von Karl Marx an Louis Kugelmann veröffentlicht.
Louis Kugelmanns Grab befindet sich auf dem Jüdischen Friedhof An der Strangriede in Hannover.

## Werke
- Ignaz Philipp Semmelweis: Offener Brief an sämmtliche Professoren der Geburtshilfe. Universitäts-Buchdruckerei, Ofen 1862, S. III–VI (Kugelmann an Semmelweis 18. Juli 1861 und 10. August 1861.)
- Rudolf Virchow: Mittheilung einer von Dr. Kugelmann eingereichten Krankengeschichte. In: Monatsschrift für Geburtskunde und Frauenkrankheiten. August Hirschfeld, Berlin 1861, S. 328–334
- Gynäkologische Mittheilungen, besonders über die chronische oophoritis und über Neurosen, erzeugt durch Krankheiten der weiblichen Sexualorgane. In: Deutsche Klinik. Zeitung für Beobachtungen aus deutschen Kliniken und Krankenhäusern. Berlin 1865, Nr. 14–18
- Die Behandlung der acuten Exantheme durch continuirliche Ventilation. Deutsche Klinik. Zeitung für Beobachtungen aus deutschen Kliniken und Krankenhäusern. Berlin Nr. 17 vom 24. April 1869, S. 156–157
- Die Behandlung der acuten Exantheme (Masern, Scharlach, Blattern) durch continuirliche Ventilation. Schmorl & von Seefeld, Hannover 1873
- Wie ist die Sterblichkeit bei Scharlach, Masern und im Wochenbette auf ein Minimum zu reduciren. Vortrag gehalten im Verein für Öffentliche Gesundheitspflege in Hannover am 25. Mai und 12. October 1875. Schmorl & von Seefeld, Hannover 1876